# Park City (Kansas)
Park City – miasto w Stanach Zjednoczonych, w stanie Kansas, w hrabstwie Sedgwick.